# Alpiscorpius karamani
Espèce
Alpiscorpius karamani est une espèce de scorpions de la famille des Euscorpiidae.

## Distribution
Cette espèce est endémique de Serbie. Elle se rencontre dans les monts Tara.

## Description
La femelle holotype mesure 31,62 mm et le mâle paratype 31,73 mm. Alpiscorpius karamani mesure de 31,5 à 36,5 mm.

## Étymologie
Cette espèce est nommée en l'honneur d'Ivo M. Karaman.

## Publication originale
- Tropea, 2021 : « Concerning some Balkan Euscorpiidae populations (Scorpiones: Euscorpiidae). » Biologia Serbica, vol. 43, no 2, p. 1-33 (texte intégral).